# The Singles Collection 2001–2011
The Singles Collection 2001–2011 é uma coletânea da banda virtual britânica Gorillaz, lançada em 28 de novembro de 2011. Ela é uma coleção dos singles lançados pela banda entre os anos de 2001 a 2011. O álbum está disponível em quatro diferentes edições: Padrão, Deluxe, vinil 12" e 7" single box set.

## Faixas
| N.º | Título                                                                                   | Álbum                      | Duração |  |
| 1.  | "Tomorrow Comes Today"                                                                   | Gorillaz                   | 3:13    |  |
| 2.  | "Clint Eastwood" (com Del the Funky Homosapien)                                          | Gorillaz                   | 5:42    |  |
| 3.  | "19-2000"                                                                                | Gorillaz                   | 3:27    |  |
| 4.  | "Rock the House" (com Del the Funky Homosapien)                                          | Gorillaz                   | 4:09    |  |
| 5.  | "Feel Good Inc." (single edit) (com De La Soul)                                          | Demon Days                 | 3:42    |  |
| 6.  | "DARE" (single edit) (com Shaun Ryder)                                                   | Demon Days                 | 3:33    |  |
| 7.  | "Dirty Harry" (single edit) (com Bootie Brown e Coral Infantil do Vale de San Fernandez) | Demon Days                 | 3:50    |  |
| 8.  | "Kids with Guns" (com Neneh Cherry)                                                      | Demon Days                 | 3:46    |  |
| 9.  | "El Mañana"                                                                              | Demon Days                 | 3:51    |  |
| 10. | "Stylo" (radio edit) (com Bobby Womack e Mos Def)                                        | Plastic Beach              | 3:53    |  |
| 11. | "Superfast Jellyfish" (edit) (com De La Soul e Gruff Rhys)                               | Plastic Beach              | 2:58    |  |
| 12. | "On Melancholy Hill" (radio edit)                                                        | Plastic Beach              | 3:28    |  |
| 13. | "Doncamatic" (com Daley)                                                                 | Lançado apenas como single | 3:20    |  |
| 14. | "Clint Eastwood" (Ed Case/Sweetie Irie Refix) (edit)                                     | Lado B de Clint Eastwood   | 3:41    |  |
| 15. | "19-2000" (Soulchild Remix)                                                              | Lado B de 19-2000          | 3:29    |  |

| Faixas bônus da versão japonesa |                                             |         |  |
| N.º                             | Título                                      | Duração |  |
| 16.                             | "Feel Good Inc." (Noodle's demo)            | 2:49    |  |
| 17.                             | "Stylo" (Labrinth remix) (com Tinie Tempah) | 4:15    |  |

| Edição Deluxe bonus DVD |                                                      |         |  |
| N.º                     | Título                                               | Duração |  |
| 1.                      | "Tomorrow Comes Today"                               | 3:16    |  |
| 2.                      | "Clint Eastwood"                                     | 4:30    |  |
| 3.                      | "19-2000"                                            | 3:56    |  |
| 4.                      | "Rock the House"                                     | 3:43    |  |
| 5.                      | "Feel Good Inc."                                     | 4:15    |  |
| 6.                      | "DARE"                                               | 4:50    |  |
| 7.                      | "Dirty Harry"                                        | 5:01    |  |
| 8.                      | "Kids with Guns" (Ao vivo na Manchester Opera House) | 3:55    |  |
| 9.                      | "El Mañana"                                          | 4:00    |  |
| 10.                     | "Stylo"                                              | 5:02    |  |
| 11.                     | "Superfast Jellyfish" (Ao vivo em Camden Roundhouse) | 3:24    |  |
| 12.                     | "On Melancholy Hill"                                 | 4:22    |  |
| 13.                     | "Doncamatic"                                         | 3:29    |  |
| 14.                     | "19-2000" (Soulchild Remix)                          | 3:11    |  |
| 15.                     | "Charts of Darkness" (documentário)                  | 23:20   |  |
| 16.                     | "Clint Eastwood" (Ao vivo no Brit Awards)            | 4:12    |  |
| 17.                     | "Dirty Harry" (Ao vivo no Brit Awards)               | 3:50    |  |
| 18.                     | "Bananaz" (trailer)                                  | 1:30    |  |
| 19.                     | "Demon Days Live" (trailer)                          | 0:35    |  |
| 20.                     | "Phase One: Celebrity Take Down" (trailer)           | 1:24    |  |

### Vinil 12"
Esta edição inclui vinis "2 x 12, sendo ambos duplos.
| Side A |                                                 |         |  |
| N.º    | Título                                          | Duração |  |
| 1.     | "Tomorrow Comes Today"                          | 3:13    |  |
| 2.     | "Clint Eastwood" (com Del the Funky Homosapien) | 5:42    |  |
| 3.     | "19-2000"                                       | 3:27    |  |
| 4.     | "Rock the House" (com Del the Funky Homosapien) | 4:09    |  |

| Side B |                                                                                  |         |  |
| N.º    | Título                                                                           | Duração |  |
| 1.     | "Feel Good Inc." (single edit) (com De La Soul)                                  | 3:42    |  |
| 2.     | "DARE" (single edit) (com Shaun Ryder)                                           | 3:33    |  |
| 3.     | "Dirty Harry" (single edit) (com Bootie Brown e Coral Infantil de San Fernandez) | 3:50    |  |
| 4.     | "Kids with Guns" (com Neneh Cherry)                                              | 3:46    |  |

| Side C |                                                            |         |  |
| N.º    | Título                                                     | Duração |  |
| 1.     | "El Mañana"                                                | 3:51    |  |
| 2.     | "Stylo" (radio edit) (com Bobby Womack e Mos Def)          | 3:53    |  |
| 3.     | "Superfast Jellyfish" (edit) (com De La Soul e Gruff Rhys) | 2:58    |  |
| 4.     | "On Melancholy Hill" (radio edit)                          | 3:28    |  |

| Side D |                                                      |         |  |
| N.º    | Título                                               | Duração |  |
| 1.     | "Doncamatic" (com Daley)                             | 3:20    |  |
| 2.     | "Clint Eastwood" (Ed Case/Sweetie Irie Refix) (edit) | 3:41    |  |
| 3.     | "19-2000" (Soulchild Remix)                          | 3:29    |  |

### Vinis 7" single box set
Esse box set edition inclui singles em vinis 8 × 7". Todos com ambos os lados.
| Record 1 |                                                      |         |  |
| N.º      | Título                                               | Duração |  |
| 1.       | "Clint Eastwood" (com Del the Funky Homosapien)      | 5:54    |  |
| 2.       | "Clint Eastwood" (Ed Case/Sweetie Irie Refix) (edit) | 3:42    |  |

| Record 2 |                             |         |  |
| N.º      | Título                      | Duração |  |
| 1.       | "19-2000"                   | 3:27    |  |
| 2.       | "19-2000" (Soulchild Remix) | 3:30    |  |

| Record 3 |                                                 |         |  |
| N.º      | Título                                          | Duração |  |
| 1.       | "Rock the House" (com Del the Funky Homosapien) | 4:09    |  |
| 2.       | "Tomorrow Comes Today"                          | 3:12    |  |

| Record 4 |                                   |         |  |
| N.º      | Título                            | Duração |  |
| 1.       | "Feel Good Inc." (com De La Soul) | 3:42    |  |
| 2.       | "DARE" (com Shaun Ryder)          | 3:33    |  |

| Record 5 |                                                                    |         |  |
| N.º      | Título                                                             | Duração |  |
| 1.       | "Dirty Harry" (com Bootie Brown e Coral Infantil de San Fernandez) | 3:50    |  |
| 2.       | "Kids with Guns" (com Neneh Cherry)                                | 3:46    |  |

| Record 6 |                                      |         |  |
| N.º      | Título                               | Duração |  |
| 1.       | "El Mañana"                          | 3:51    |  |
| 2.       | "Stylo" (com Bobby Womack e Mos Def) | 3:53    |  |

| Record 7 |                                                     |         |  |
| N.º      | Título                                              | Duração |  |
| 1.       | "Superfast Jellyfish" (com De La Soul e Gruff Rhys) | 2:58    |  |
| 2.       | "On Melancholy Hill"                                | 3:28    |  |

| Record 8 |                          |         |  |
| N.º      | Título                   | Duração |  |
| 1.       | "Rhinestone Eyes"        | 3:20    |  |
| 2.       | "Doncamatic" (com Daley) | 3:20    |  |

## Origem das Músicas
- "Tomorrow Comes Today", "Clint Eastwood", "19-2000" e "Rock the House", e também os remixes de "Clint Eastwood" e "19-2000" são do álbum Gorillaz (2001)
- "Feel Good Inc.", "DARE", "Dirty Harry", "Kids with Guns" e "El Mañana" são de Demon Days (2005)
- "Stylo", "Superfast Jellyfish", "On Melancholy Hill" e "Rhinestone Eyes" são de Plastic Beach (2010)
- "Doncamatic" não está em nenhum álbum.

## A Falta de Singles
Embora The Singles Collection: 2001-2011 contenha a grande maioria dos singles do Gorillaz, há um pouco de imprecisão ao longo do álbum. Singles como "Lil 'Dub Chefin'", "Rhinestone Eyes", "911" (com D12 e Terry Hall, lançado em 2001) e "White Flag" não foram incluídos, embora "Rhinestone Eyes" tenha sido incluído na coleção de 7 ".
Nenhum single do álbum The Fall foi incluído (Phoner to Arizona, Revolving Doors e Amarillo).

## Tabelas e certificações
| Paradas (2011-18)                                 | Melhor posição |
| ------------------------------------------------- | -------------- |
| Austrália (ARIA Charts)                           | 85             |
| Bélgica (Ultratop 50 Flandres)                    | 54             |
| Bélgica (Ultratop 40 Valônia)                     | 70             |
| Canadá (Canadian Albums Chart)                    | 161            |
| Espanha (PROMUSICAE)                              | 38             |
| Estados Unidos (Billboard Top Alternative Albums) | 25             |
| Estados Unidos (Billboard Top Rock Albums)        | 37             |
| França (SNEP)                                     | 111            |
| Grécia (IFPI)                                     | 20             |
| Irlanda (IRMA)                                    | 21             |
| Itália (FIMI)                                     | 75             |
| Japão (Oricon)                                    | 44             |
| México (AMPROFON)                                 | 39             |
| Nova Zelândia (RMNZ)                              | 32             |
| Portugal (AFP)                                    | 23             |
| Reino Unido (UK Albums Chart)                     | 46             |

| Paradas (2018)    | Posição |
| ----------------- | ------- |
| México (AMPROFON) | 99      |

| País                 | Certificação | Vendas   |
| -------------------- | ------------ | -------- |
| Nova Zelândia (RMNZ) | Ouro         | 7.500+   |
| Polônia (ZPAV)       | Ouro         | 10.000+  |
| Reino Unido (BPI)    | Platina      | 300.000+ |